# Francesco Grandi
Francesco Grandi (Tempio Pausania, 14 marzo 1841 – Roma, 8 giugno 1934) è stato un intarsiatore italiano che partecipò alla Spedizione dei Mille di Garibaldi.

## Biografia
Figlio di Luigi Grandi, alias di Tobia Arienti, patriota italiano che per sfuggire alla polizia austriaca dovette fuggire dal paese natale di Lissone. Stabilitosi in Sardegna, si sposò e nel 1841 nacque Francesco. Trasferito con la famiglia da Tempio Pausania a Cagliari, Luigi partì verso Tunisi, Algeri e infine Montevideo, dove combatté con Garibaldi. Nel 1848 Luigi approdò a Nizza assieme a Garibaldi e combatté in Lombardia. Prese parte alla difesa della Repubblica Romana e seguì Garibaldi nella ritirata. Rimasto orfano di madre, nel 1849 Francesco raggiunse il padre a Genova. Qui Luigi aprì una fabbrica di mobili. Negli anni seguenti Luigi compì studi artistici a Firenze e a Roma. Nel 1857, morto anche il padre, Francesco continuò il suo apprendistato a Genova. 
Ispirato dalle idee risorgimentali del padre, Francesco conobbe alcuni esponenti mazziniani e nel 1859 partecipò alla Seconda guerra d'indipendenza italiana come volontario nella compagnia dei Carabinieri Genovesi. Il 5 maggio 1860 si imbarcò per la Spedizione dei Mille. Il 15 maggio fu ferito a Calatafimi e promosso tenente. Fu aiutante di campo di Nino Bixio. Si distinse nei combattimenti per la conquista di Reggio Calabria, entrando in città alla guida dell’avanguardia garibaldina, impresa per la quale fu insignito della Medaglia d’Argento al Valor Militare. Partecipò poi a tutti gli scontri della Spedizione dei Mille fino alla battaglia del Volturno, combattendo accanto a Menotti Garibaldi. Al termine della campagna, Francesco si stabilì a Cagliari, dove formò una famiglia e lavorò come insegnante di disegno. 
Francesco divenne mastro intarsiatore. Le sue opere furono esposte in mostre internazionali. Si trasferì a Sorrento e nel 1885 fondò la Regia Scuola d’Arte applicata alla tarsia e all’intaglio. Ne fu direttore fino al 1914. Tra i suoi collaboratori vanno citati Arturo Guidi (1844-1911), docente di plastica ornamentale e intaglio, e Antonino Maresca (1852-1930), docente di disegno geometrico. 
Francesco Grandi morì a Roma l’8 giugno 1934, penultimo tra i reduci ancora in vita della Spedizione dei Mille. 